# کولد اسپرینگ هاربر (نیویورک)
کولد اسپرینگ هاربر (به انگلیسی: Cold Spring Harbor) یک منطقهٔ مسکونی در ایالات متحده آمریکا است که در شهرستان سافک، نیویورک واقع شده‌است. کولد اسپرینگ هاربر ۱۰٫۱ کیلومتر مربع مساحت و ۵٬۰۷۰ نفر جمعیت دارد و ۱۰ متر بالاتر از سطح دریا واقع شده‌است.